# Dysopsis glechomoides
Dysopsis glechomoides är en törelväxtart som först beskrevs av Achille Richard, och fick sitt nu gällande namn av Johannes Müller Argoviensis. Dysopsis glechomoides ingår i släktet Dysopsis och familjen törelväxter. Inga underarter finns listade i Catalogue of Life.